# Plakobranchus
Genre
Synonymes
- Placobranchus (sic)

Plakobranchus est une limace de mer, un genre de mollusques sacoglosses de la famille des Plakobranchidae.

## Synonyme
- Placobranchus (sic)[2]

## Liste des espèces
Selon World Register of Marine Species (7 décembre 2018) :
- Plakobranchus ocellatus van Hasselt, 1824
- Plakobranchus papua Meyers-Muñoz & van der Velde, 2016